# Ferdinand Dessoir
 (juin 2022).
Pour les articles homonymes, voir Dessoir.
Ferdinand August Dessoir, né Ferdinand August Dessauer (29 janvier 1836, Breslau – 15 avril 1892, Dresde) était un acteur allemand.

## Biographie
Il est le fils de Leopold Dessauer (1810-1874) et de sa première épouse, Thérèse Dessoir (née Reimann) (1810-1866). Léopold et Thérèse, mariés en 1835, se sont séparés un an plus tard, en 1836. 
Ferdinand August Dessoir est formé pour la scène par Werner Mannheim, il fait ses débuts en 1852 comme prince dans Dorf und Stadt. L'année suivante, il se rend à Mayence, où il reste jusqu'en 1855, date à laquelle il se produit à Heidelberg. Vienne est son prochain engagement, en 1856; suivi en 1857 par Stettin; 1857-61, Leipzig; 1861-63, Brême; 1863-64, Weimar. De 1864 à 1867, il joue au Hoftheater de Berlin, puis revient à Weimar en 1868. Il se rend ensuite au Lobetheater de Breslau, en 1868-1869. Il passe les sept années suivantes au Hoftheater de Dresde; de 1877 à 1878 au Thalia Theater de Hambourg; à partir de 1878 à 1879 au Théâtre de la Résidence de Dresde; et, en 1880, il joue à Prague.
Dessauer devient fou pendant une représentation et ne rejoue plus jamais. Ses principaux rôles sont Kaufmann Bloom, Mephisto, Falstaff, Muley Hassan, Riccaut, Chalisac et Hans Lange.